# Blodmat
Blodmat är livsmedel som innehåller blod.

## Maträtter
Blodmat ingår i svensk husmanskost. Några exempel är svartsoppa, blodpudding, blodkorv, blodplättar, blodpalt och paltbröd.
I Skåne är blodkorv den vanligare formen av blodmat (förr även svartsoppa), medan paltbröd och blodpalt förekommer i norra Sverige. I Österbotten förekommer varken blodpudding eller blodkorv, men väl blodplättar och blodbröd. Andra motsvarigheter till blodpudding och blodkorv är den finländska svartkorven tillverkad i Tammerfors och den i Storbritannien och på Irland vanligt förekommande black pudding. Till tysk svartsoppa används gåsblod och andra gåsdelar.
Blodbröd, som i viss mån liknar paltbröd, kokas till blodbrödssoppa tillsammans med bitar av korv eller fläsk, potatis och kryddor. Blodbrödet kan också kokas mjukt och serveras med vitsås (béchamelsås) och stekt rimmat sidfläsk.

## Blodmat i olika kulturer
I vissa kulturer är blodmat tabu. I judiska och muslimska kulturer är förtäringen av blod förbjudet enligt religiös lag. 

## Judendom
I Gamla testamentet står bland annat: 
"Blodet får du inte förtära. Du skall hälla ut det på marken som vatten," (5 Mos. 12:16).
"Håll orubbligt fast vid att inte förtära blodet. Blodet är livet, och du får inte äta livet tillsammans med köttet," (5 Mos. 12:23).
I 3 Mos. finns det ett förbud för även "de som bor bland er" att inte förtära blod. Förbudet gällde inte enbart Israels barn (judar) utan även icke-judar. 

## Islam
I islam är blodmat förbjudet enligt Koranen:
"Vad Han har förbjudit er är kött av självdöda djur, blod och svinkött och sådant som offrats åt en annan än Gud. Men den som [av hunger] tvingas [att äta sådant] - inte den som av trots överträder [förbuden] eller som går längre [än hungern driver honom] - begår ingen synd. Gud är ständigt förlåtande, barmhärtig." (Koranens budskap 2:173).
"Säg [Muhammad]: "I det som har uppenbarats för mig finner jag ingenting ätbart som är förbjudet utom självdöda djur, spillt blod eller svinkött - det är orent - eller det som i synd offrats till någon annan än Gud." Men den som tvingas [att äta sådant av hunger] - inte den som överträder [förbuden] av trots eller som går längre [än hungern driver honom] - [skall finna att] Gud är ständigt förlåtande, barmhärtig." (Koranens budskap 6:145).

## Kristendom
Vid Apostlamötet år 49 mellan apostlarna Petrus, Johannes och Jakob i Jerusalem och Paulus och Barnabas, som kommit från Antiochia, behandlade man frågan om hedningarna måste följa den judiska toran. Man avgjorde att de endast måste avstå från avgudadyrkan, otukt, blod och köttet av kvävda djur. Apostlamötet omnämns i Apostlagärningarna kapitel 15. 
Att förtära blod är fortfarande förbjudet inom exempelvis Grekisk-ortodoxa kyrkan (Hellēnorthódoxē Ekklēsía). Även Jehovas vittnen och ett par andra frikyrkliga, protestantiska samfund avstår ifrån blodmat.